# Kemnitz (Oberlausitz)

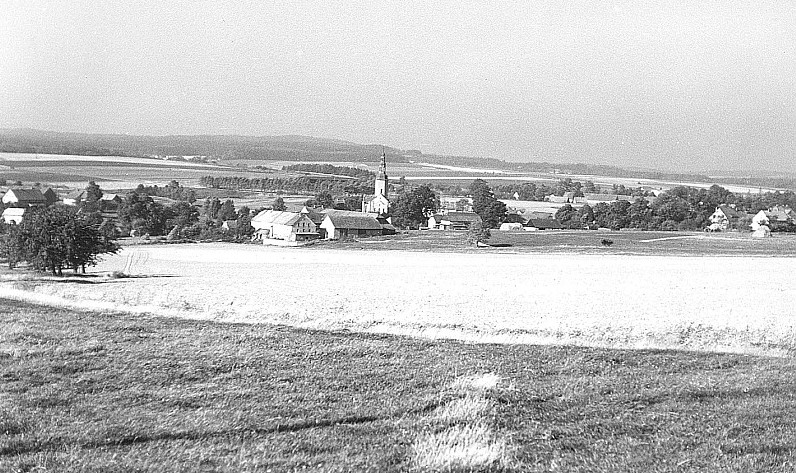
Blick vom Windmühlenberg auf Kemnitz

Kemnitz ist ein Ortsteil von Bernstadt a. d. Eigen im sächsischen Landkreis Görlitz in der Oberlausitz.

## Geographie
Durch das 3 km lange Dorf fließt der Kemnitzbach (obersorbisch Kamjenica), der seinen Ursprung im Gebiet der Buschschenke hat und in Altbernsdorf a. d. Eigen in die Pließnitz mündet.
Der Ort Kemnitz ist ein Reihendorf, zu dem eine früher in Waldhufen geteilte Flur gehört. Die überwiegend als Drei- bzw. Vierseithöfe errichteten Bauernhöfe, stehen vor allem im Niederdorf oberhalb der überschwemmungsgefährdeten Kemnitzbach-Talaue. Markante Erhebungen sind der Rebhügelberg, der Lindelberg, der Wacheberg (358,2 m) und der Kieferberg (365 m).
Die Gesamtfläche der Gemarkung von Kemnitz nimmt ca. 1240 ha landwirtschaftliche Nutzfläche und 96 ha Wald ein.

## Geschichte

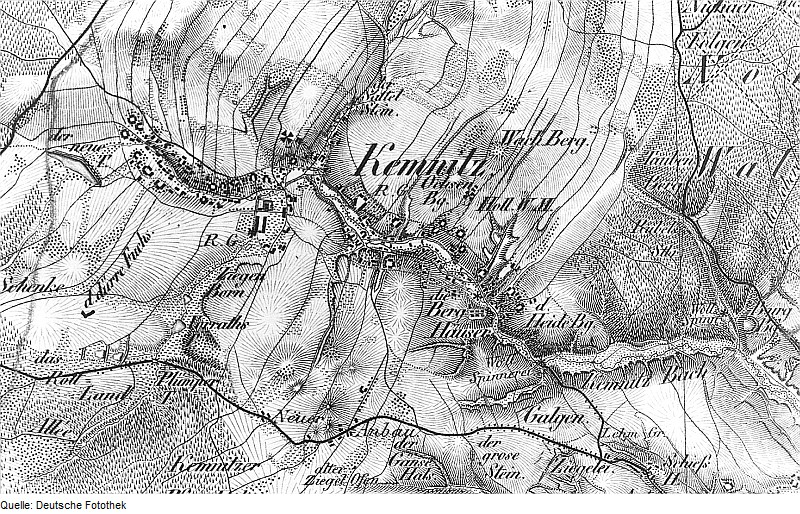
Oberreit-Karte mit Kemnitz, um 1845

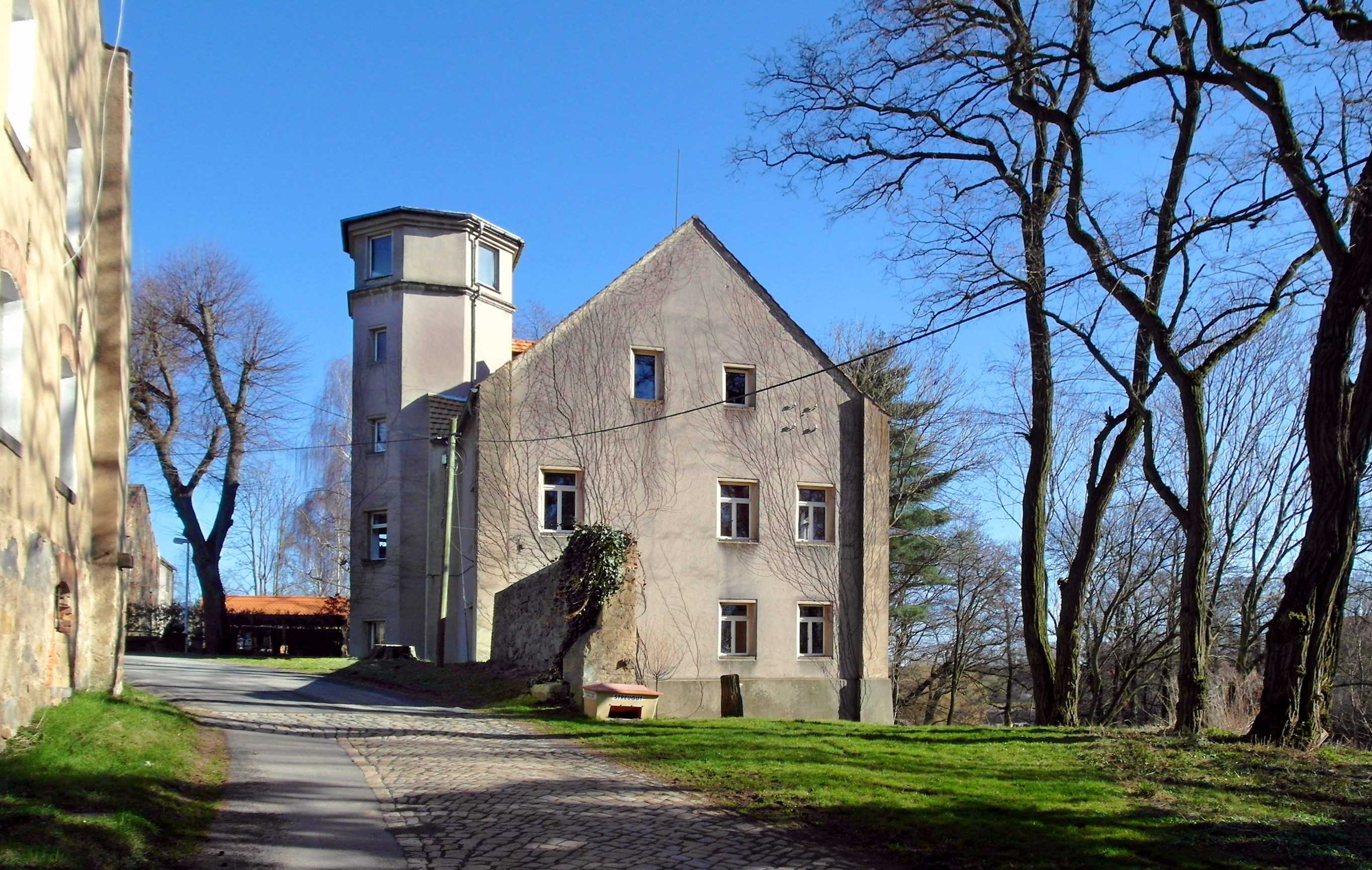
Rittergut Niederkemnitz, Herrenhaus

Die Kemnitzbach wird in der Oberlausitzer Grenzurkunde von 1241 als „Cameniza“ (von Sorbisch kamjeń, „Stein“, zu deutsch „Steinbach“) bezeichnet. Sie bildete einen Abschnitt der Grenze zwischen dem Eigenschen Kreis und dem Gebiet des Burgwards Dolgowitz, die beide dem Bischof von Meißen gehörten.
Der vom Gewässer abgeleitete Ortsname Kemnitz taucht erstmals um 1276 in einer Urkunde des Domkapitelarchivs Meißen auf, als diese einen Otto de Kemnicz erwähnt.
Älteste bekannte Grundbesitzer von Kemnitz waren die 1401 in einer Urkunde erwähnten Heinrich und Hans von Gierssdorff. Erst 1852 wurden die adligen Gutsbesitzer durch bürgerliche abgelöst.
1786 veranlasste der Gutsherr von Damnitz die Errichtung von sieben Berghäusern an der Grenze zu Bernstadt sowie den Bau der Niederen Schenke. Damals existierten auch zwei herrschaftliche Höfe sowie je ein herrschaftliches Wald- und Armenhaus. Des Weiteren lebten hier 26 Bauern, 33 Gartennahrungsbesitzer (Kleinbauern) und 48 Häusler. Es gab einen Kretscham und drei Schenken, außerdem vier Mühlen, zwei Schmieden sowie je ein Gemeindehirtenhaus, Pfarrhaus und Schulhaus, damit insgesamt 123 Feuerstätten. Ab 1819 wurden vom Dorfanger in Richtung Niederkemnitz zahlreiche Häusleranwesen errichtet, zum Teil erfolgte diese starke Verdichtung der Bebauung in der Talaue.
1908 übernahm der sächsische Staatsfiskus das Rittergut Oberkemnitz, das als Remonteamt genutzt wurde. Man betrieb hier die Nachzucht von jungen Militärpferden. Dafür dienten auch die im Jahr 1909 erbauten Ställe für 150 bis 175 Pferde.
1932 gab es ein großes Hochwasser im Ort.
1994 wurde Kemnitz O/L nach Bernstadt eingemeindet.

### Ortsgliederung
Kemnitz gliedert sich in Ober- und Niederkemnitz sowie in die ehemaligen Ortsteile Lehde bzw. Lehdehäuser im Norden, Buschschenkhäuser im Westen und Russenhäuser im Süden, von wo man einen Ausblick in die polnische Gebirgslandschaft des Iser- und Riesengebirges sowie nach Tschechien hat.
Aus alten Flurverhältnissen vermutete man die Ortswüstung Lautendorf bei Kemnitz und Berthelsdorf.

### Verwaltungszugehörigkeit
1777: Görlitzer Kreis 1843: Landgerichtsbezirk Löbau, 1856: Gerichtsamt Bernstadt, 1875: Amtshauptmannschaft Löbau, 1952: Kreis Löbau, 1994: Landkreis Löbau-Zittau, 2008: Landkreis Görlitz

### Ortsnamenformen
um 1276: Otto de Kemnitz, 1307: Kemnicz, 1401: Kemmenicz, 1413: Kempnicz, 1488: Kempnitz, 1694: Cemnitz, 1768: Kemnitz, 1875: Kemnitz b. Bernstadt

### Einwohnerentwicklung
| Jahr | Einwohner |
| 1834 | 1.069     |
| 1871 | 1.317     |
| 1890 | 1.164     |
| 1910 | 1.157     |
| 1925 | 1.186     |
| 1939 | 1.125     |
| 1946 | 1.531     |
| 1950 | 1.516     |
| 1964 | 1.382     |
| 1990 | 1.067     |
| 1993 | 1.102     |

Beim sächsischen Landesrezess im Jahr 1777 gab es in Kemnitz 26 besessene Mann, 31 Gärtner und 50 Häusler, 2 weitere Wirtschaften lagen wüst. Noch 140 Jahre zuvor lässt sich in Kemnitz noch kein Häusler nachweisen. Im Jahr 1681 gab es erst neun Häusler.
Bei der ersten standesunabhängigen Bevölkerungserhebung wurden 1834 mehr als 1000 Einwohner gezählt, deren Zahl stieg bis zur Reichsgründung auf über 1300 an, fiel danach unter 1200. Dieser Stand blieb vom Ende des 19. Jahrhunderts bis zum Ausbruch des Zweiten Weltkriegs relativ konstant. Nach Kriegsende stieg die Einwohnerzahl durch Flüchtlinge und Vertriebene auf über 1500 an, jedoch waren es bereits knapp zwei Jahrzehnte später nur noch knapp 1400 Einwohner und 1993 etwa 1100.

## Kultur und Sehenswürdigkeiten
Im Ort sind nur wenige Gebäude mit Merkmalen früherer Bauweisen erhalten geblieben. So zeigt das kleine ehemalige Weberhaus an der Hauptstraße 64 noch Umgebinde und Fachwerk oder beim Gebäude an der Hauptstraße 67 blieb die Fachwerkkonstruktion sichtbar. An der Hauptstraße steht in Niederkemnitz noch eine ehemalige Wassermühle mit einem Türschlussstein von 1847.
- Parkanlage: Nördlich des Rittergutes Oberkemnitz sind Reste der durch das jüngere Schloss überbauten mittelalterlichen Wasserburg erhalten geblieben. Die Gräben wurden bis auf den nördlich gelegenen Teich weitgehend eingeebnet sowie ein Teil des ehemaligen Schlossteiches aufgefüllt. Danach wurde das Areal zum Kulturpark mit zahlreichen Altbäumen umgestaltet, darunter mehrere über hundertjährige Bäume wie Stieleichen, Ahornbäume, Sommerlinden und Blut- sowie Rotbuchen.
- Waldbad: Das sanierte Waldbad liegt im Tal des Kemnitzbaches.

Bauwerke

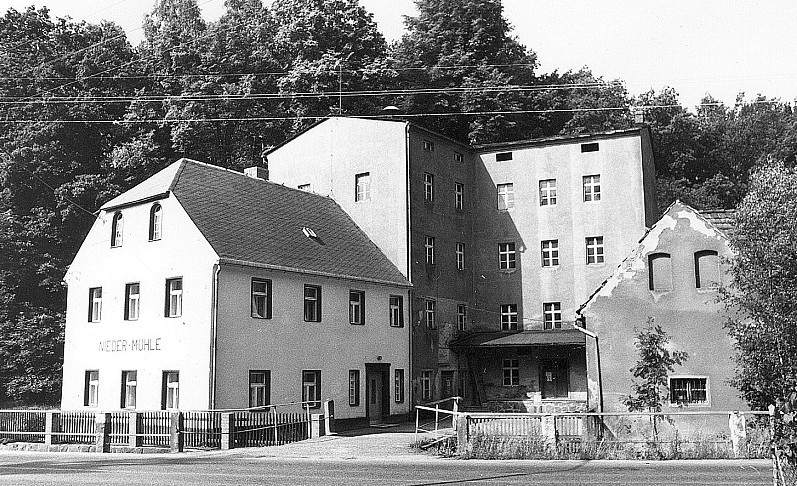
Niedermühle in Kemnitz

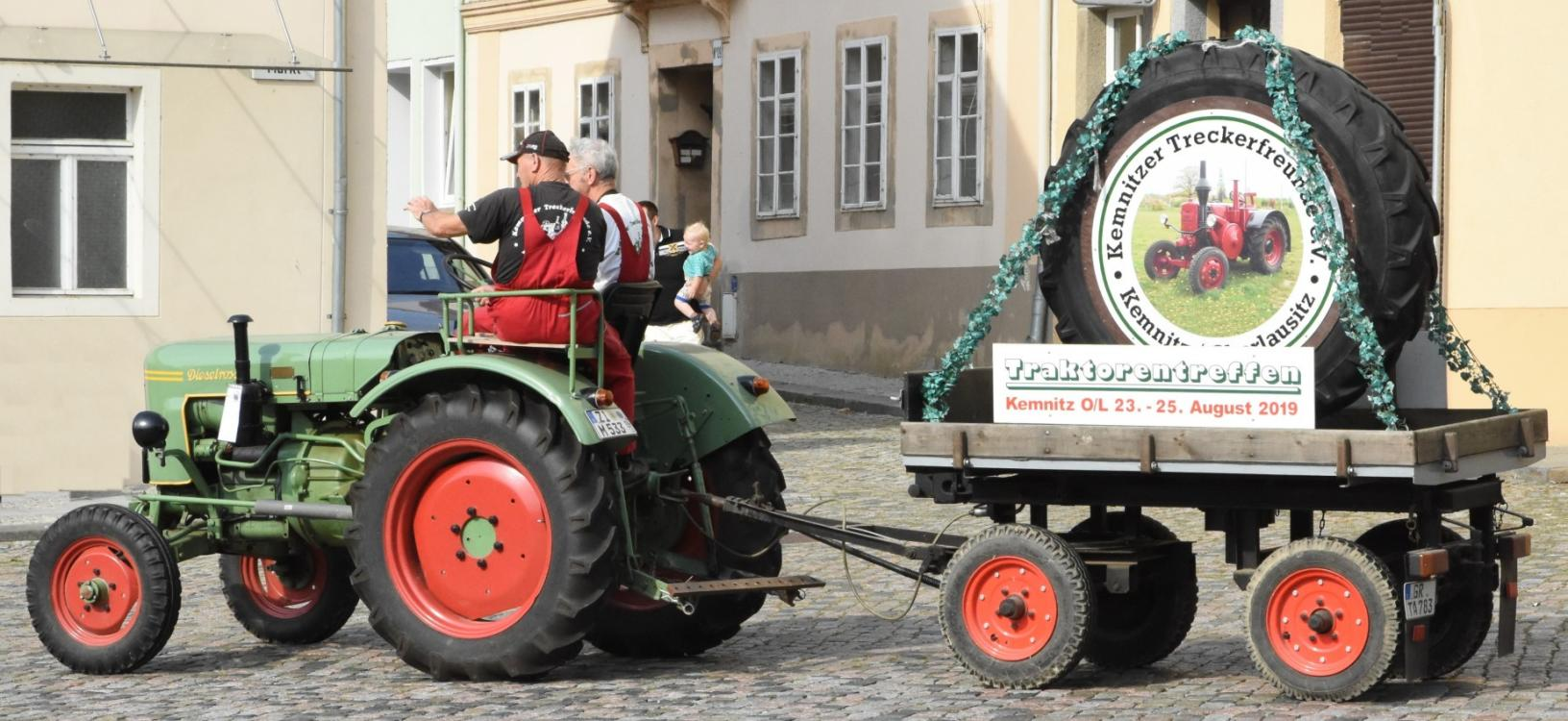
Kemnitz Traktorentreffen 2019 Stadt Bernstadt ad Eigen

- Kemnitzer Kirche: Eine Kapelle oder Kirche existierte vermutlich schon 1427 nach Aussage einer Urkunde über ein Altarlehn des Landvogtes Hans von Polenz. Nachdem sie 1428 während der Hussitenkriege niedergebrannt worden war, erfolgte der Wiederaufbau. 1599 erfolgte unter anderem die Einrichtung eines herrschaftlichen Betstübchens und es wurde die Sakristei eingefügt. Von 1682 bis 1690 folgte die Errichtung des 38,9 m hohen Kirchturms, dieser wurde von 1977 bis 1979 renoviert. Die Kirche erhielt 1766 eine Orgel mit 720 Pfeifen von Loenhard Balthasar Schmahl aus Zittau.
- Denkmal zur Erinnerung an die 30 Gefallenen des Ersten Weltkrieges: 1922 eingeweiht
- Herrenhaus des Rittergutes Oberkemnitz: Der schmucklose, langgestreckte Bau wurde nach dem Brand von 1666 neu errichtet. Seinen Mittelflur überdecken drei Kreuzgewölbe. Nach 1945 wurde ein Viertel des Gebäudes abgerissen, ein weiterer Teil diente in der DDR als Kindertagesstätte. Das Gebäude steht inzwischen leer.

- Herrenhaus des Rittergutes Niederkemnitz: Das Gebäude wurde 1898 vom damaligen Besitzer Otto Conrad Sickel erbaut. Es ging 1948 in Gemeindeeigentum über und ist heute ein privates Wohnhaus mit einem Friseurgeschäft.

Feste
- Juni: Parkfest mit Kahnfahrt

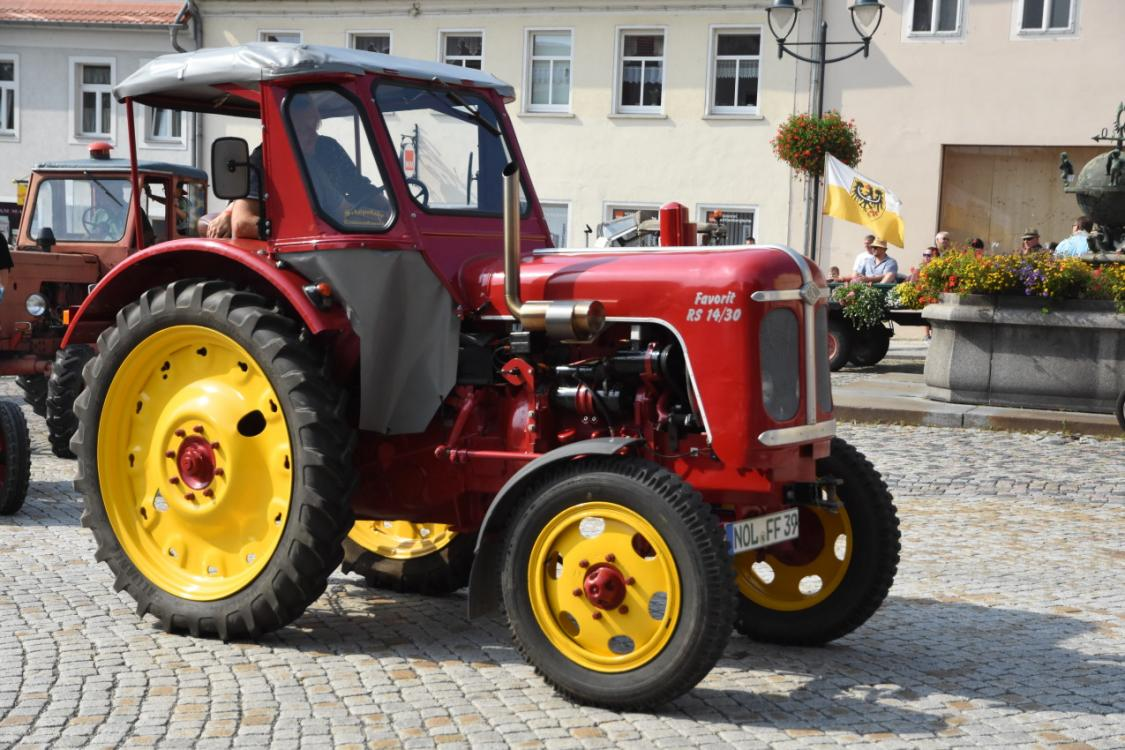
Kemnitz Traktorentreffen 2019: IFA Schlepperwerk-Nordhausen Favorit RS14-30

- Juli: Großes Reit- und Springturnier
- August: Traktorentreffen, eines der größten der Oberlausitz[6]
- Oktober: Oberlausitzer Oktoberfest[7]

## Wirtschaft
Um 1860 arbeiteten folgende 141 Handwerker im Ort: ein Bäcker, ein Böttcher, ein Fleischer, ein Garnsammler, ein Kleber, ein Ziegelbrenner, ein Ziegeldecker, zwei Stellmacher, zwei Tischler, drei Schuster, drei Handelsleute, vier Müller, sieben Steinmetze, 19 Schneider, 23 Zimmerleute, 24 Maurer sowie 47 Weber(-innen).
Um 1920 wurden durch das Gut Oberkemnitz 180 ha Ackerland, 20 ha Wiese sowie 6 ha Holzungen bearbeitet, es besaß zudem 15 Pferde und acht Rinder, währenddessen bewirtschaftete das Gut Niederkemnitz 95 ha Ackerland, 14 ha Wiese und 8 ha Holzungen und besaß 12 Pferde sowie 70 Rinder. Durch die Bodenreform 1945 wurde das Land beider Güter enteignet und unter Neusiedlern bzw. landarmen Bauern neu aufgeteilt. Kurz vor der Auflösung Ende 1990 wurde durch die Landwirtschaftliche Produktionsgenossenschaft (LPG) 1240 ha Nutzfläche bearbeitet und 1989 hielt sie etwa 1000 Kühe, 1500 Schweine und 30 Pferde. Die 1995 neu gegründete Agrar GmbH Kemnitz bewirtschaftete ca. 1940 ha Nutzfläche sowie fünf private Wiedereinrichter 300 ha. Heute bewirtschaften fast ausschließlich Wiedereinrichter die Äcker um Kemnitz.
Auf dem Wache- und dem Kiefernberg befinden sich jeweils eine Windkraftanlage zur Stromerzeugung zur Einspeisung ins öffentliche Netz.

## Verkehr
An den Buschschenkhäusern kreuzen sich die Görlitzer Straße und die alte Löbauer Straße. 1876 baute man entlang des Dorfbaches mit der neuen Landstraße eine kürzere Verbindung zwischen Löbau und Bernstadt, die heute die Hauptverbindung in beide Städte darstellt.

## Persönlichkeiten
- Johann Mentzer (* 1658 in Jahmen in der Oberlausitz; † 24. Februar 1734 in Kemnitz), wirkte als Pfarrer und Kirchenlieddichter von 1696 bis zu seinem Tode 1734 in Kemnitz. An der Ostseite der Kirche ist für ihn in die Mauer eine Platte eingelassen.
- Johann Reichwald von Kämpfen (* 1609 in Semcaden, Litauen; † 28. Februar 1662 in Kemnitz), Oberst, 1648 Gutsherr von Kemnitz[9], an der äußeren Nordwand der Kirche in Lebensgröße auf zwei sandsteinernen Denkmalplatten dargestellt, trägt darauf eine Rüstung mit Feldbinde, schulterlanges Haar und in der rechten Hand den Feldherrenstab